# بشير متعدد الزعانف
بشير متعدد الزعانف أو بشير أو أبو بشير أو كثيرة الزعانف (الاسم العلمي Polypterus) هو جنس من الأسماك يتبع فصيلة كثيرات الزعانف من رتبة الشبيهات الكثيرات الزعانف. وهي أسماك نهرية كبيرة الجثة المستطيلة، تكثر في نهر النيل ومعظم الأنهر الإفريقية. ثوبه إلى الخضار الأسمر. زعانفه الظهرية متتابعة كأسنان المنشار. يعيش في سحل الأنهر ويسبح كالأنقليس.

## أنواع سمك البشير
- بشير أندليشري
- بشير سنغالي
- بشير غيني
- بشير مخطط
- بشير مرقش
- بشير مزين
- بشير نيلي
- بشير غرب أفريقي